# ウコンイソマツ
ウコンイソマツ（鬱金磯松、学名：Limonium wrightii）は、イソマツ科イソマツ属に属するごく小さい低木である。別名キバナイソマツ。また学名 L. wrightii は広義のイソマツをさす。

## 特徴
分布
日本では伊豆諸島及び小笠原諸島、南西諸島に、日本国外では台湾の蘭嶼に分布する。
生育環境
海岸の海水が飛沫する石灰岩の岩礁帯に生育する。
形態
小型の低木で、樹高10-30cm程度。木質化した茎は細かく分岐し、無毛で黒色である。葉の落ちた跡の幹が松のようであることから磯の松で「イソマツ」と名付けられた。葉はロゼッタ状で、長さ1-10cm程度のへら形、先端は円く、全縁、革質。花期は夏-秋（8-11月頃）で、ロゼッタ葉の基部から長さ1～30cm程度の花茎をのばし、その先端に円錐花序をつける。花冠は筒状で、5裂する。花の色には種内変異があり、主に黄色や桃色だが、白色、薄い黄色なども見られる。

## 種内分類
本種の花の色には多様な変異があることが知られており、さらに花の色により分布する地域（島嶼）が異なるため、2変種・2品種に分類されている（4品種とする文献もある、初島ら、1997年）。
- Limonium wrightii
  - var. wrightii
ウコンイソマツ（キバナイソマツ）。奄美群島、沖縄諸島、台湾に分布。基本変種。花の色は黄色で、これが和名のウコン（黄色）の由来となっている。シノニム：var. luteum、f. wrightii
  - var. arbusculum
イソマツ（狭義）。伊豆諸島、小笠原諸島、奄美群島、宮古諸島、八重山諸島、台湾に分布。花の色は桃色。シノニム：f. arbusculum
  - f. albescens
シロバナイソマツ。粟国島及び与那国島に分布。花の色は白色。
  - f. albo-lutescens
ウスジロイソマツ。大東諸島に分布。花の色は薄い黄色。

## 利用
薬用、園芸用（盆栽、鑑賞）に用いられる。

## 保護上の位置付け
生育地である海岸の開発や、薬用及び園芸用の採集により、個体数・生育環境とも減少し、絶滅のおそれが高まっている。
- ウコンイソマツ（環境省レッドリストではキバナイソマツで掲載されている）
  - 絶滅危惧II類 (VU)（環境省レッドリスト）

- - 鹿児島県RDB 絶滅危惧II類
  - 沖縄県RDB 絶滅危惧IB類
- イソマツ
  - 絶滅危惧II類 (VU)（環境省レッドリスト）

- - 東京都RDB（小笠原諸島） - Bランク（絶滅の危機が増大している種）
  - 鹿児島県RDB 絶滅危惧II類
  - 沖縄県RDB 絶滅危惧IB類

## ギャラリー

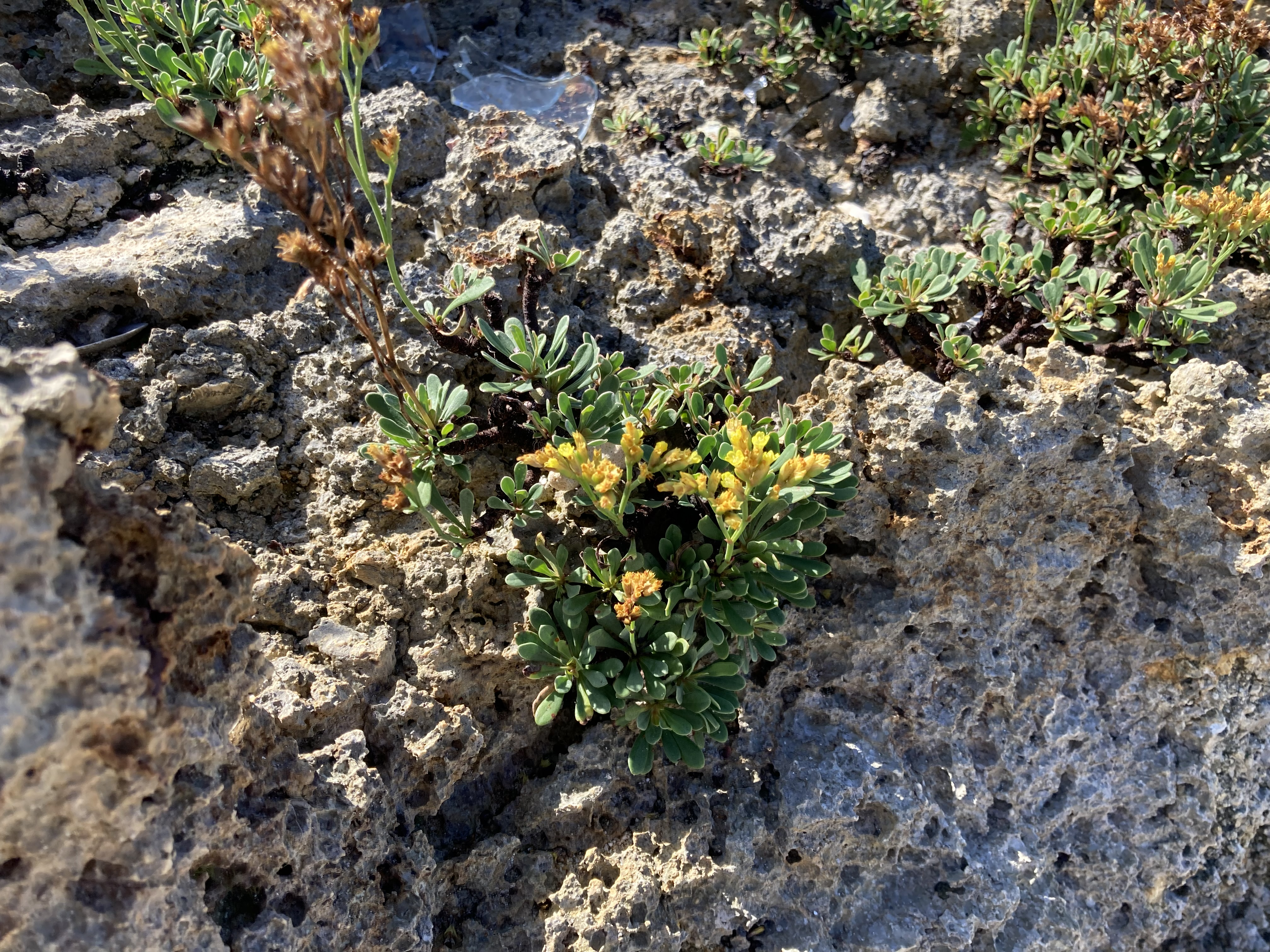
ウコンイソマツ（沖縄県国頭郡恩納村）
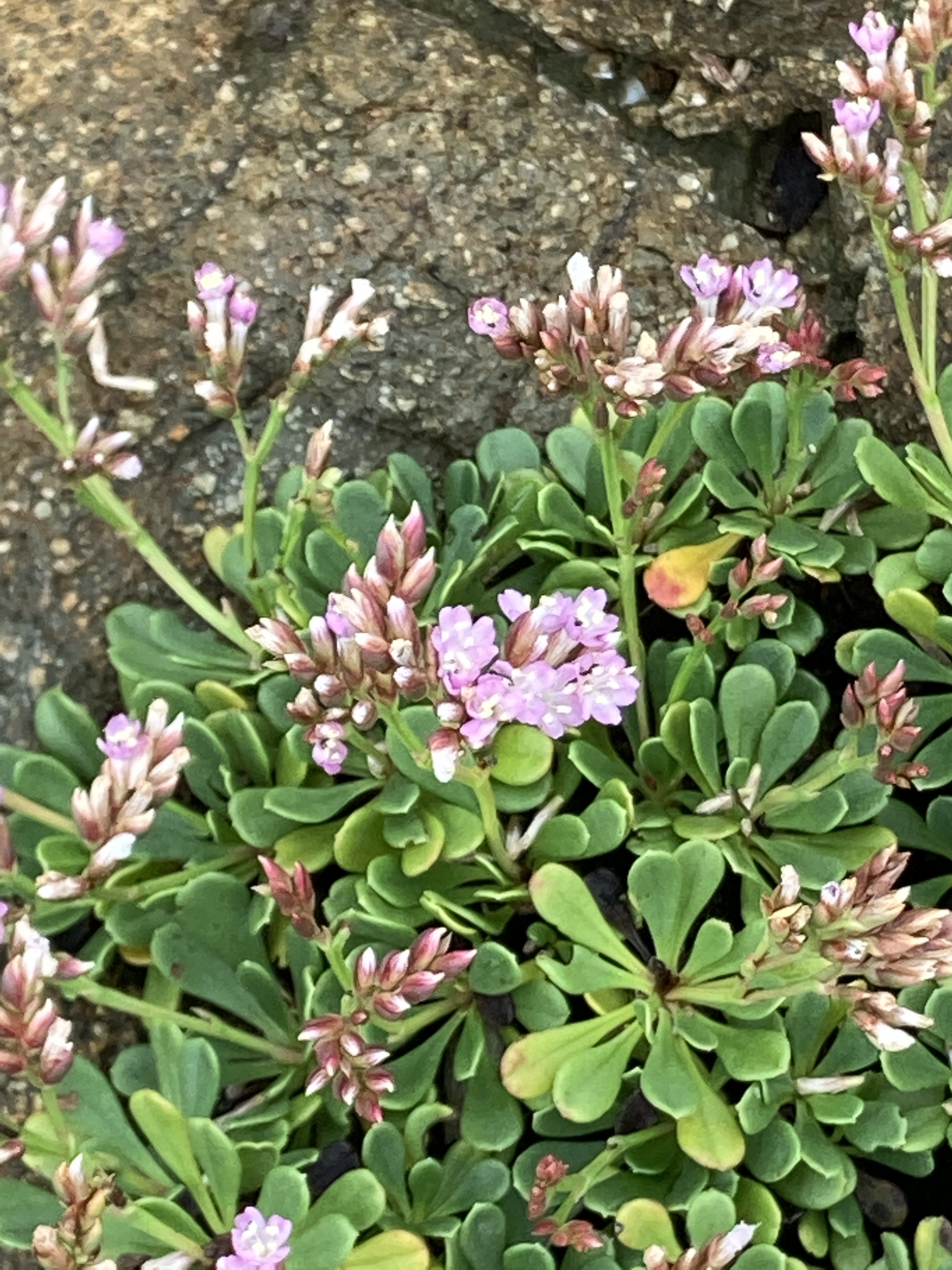
狭義のイソマツ（沖縄県石垣市）